# Elina Colomer
Elina Francisca Colomer (San Telmo, Buenos Aires, Argentina; 10 de julio de 1922 - Ibídem; 2 de enero de 1987, Buenos Aires), fue una primera actriz argentina de cine, radio, teatro y televisión.

## Carrera

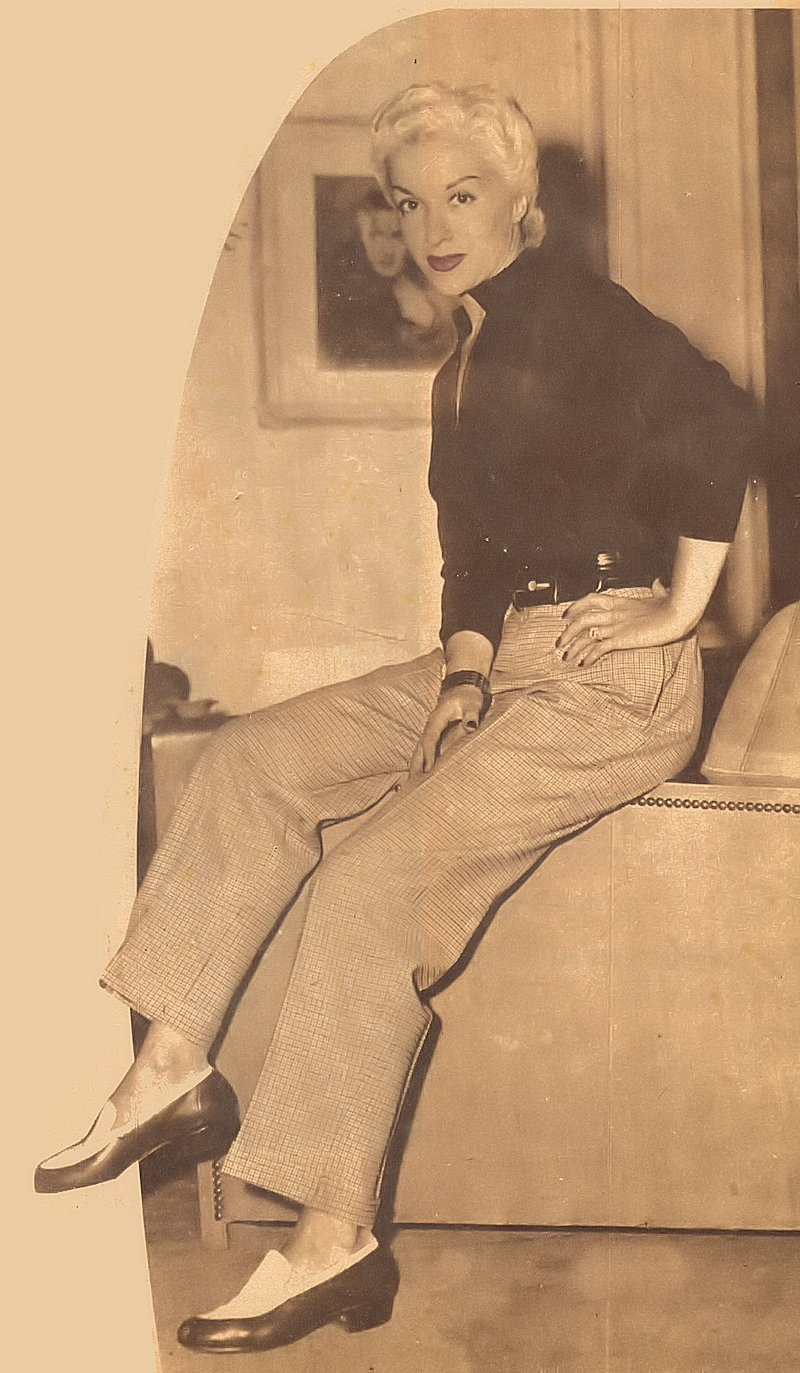
Elina Colomer en 1953

Nacida en el barrio de San Telmo, ciudad de Buenos Aires, se crio en un hogar de clase media alta. Su familia era dueña de una estancia de General Villegas. Desde su infancia vivió en el campo, a los cinco años andaba a caballo. Su hermana Amanda Colomer, más conocida por el nombre artístico de Mendy, una cronista de revistas del corazón, le había abierto la puerta al mundo de la radio y del cine.
En 1946 forma parte del Radioteatro Lever, que se emitió por Radio El Mundo, donde expusieron diferentes obras como Naufragio de Rafael García Ibáñez. Esta radionovela la protagonizó junto a Santiago Arrieta.
Tuvo pequeños papeles en Tú eres la paz, con Alicia Barrié, La novia de primavera, con María Duval, Claro de luna, con Mirtha Legrand y Son cartas de amor, con Pedro López Lagar, etc. Participó en 31 películas.
De gran carrera cinematográfica, realizó su mejor trabajo dirigido por Mario Soffici en Mujeres casadas y fue protagonista de filmes como Mi divina pobreza, Una viuda casi alegre, El complejo de Felipe y Escándalo nocturno.
Luego de 1955 su carrera se paralizó, y retornó en 1957 en un espectáculo revisteril con José Marrone. Después de realizar varias películas en pequeños papeles, Hugo del Carril la dirigió en Culpable. A pesar de tener una gran carrera, su popularidad aumentó con el ciclo "La Familia Falcón", donde acompañó a Roberto Escalada, y que luego fue llevado al cine y al teatro.
Se destacó en teatro en obras como La tercera palabra, Corona de amor y muerte, Té y simpatía, Ejercicio para cinco dedos, Vivir es formidable, Acelgas con champagne y La jaula de las locas. Realizó su última intervención cinematográfica en 1979 en Donde duermen dos... duermen tres, de Enrique Cahen Salaberry, donde actuaron Susana Giménez y Juan Carlos Calabró. En sus últimos años estuvo retirada de la actuación debido a su falta de voz.

## Vida privada
Durante el gobierno peronista estuvo vinculada afectivamente a Juan Duarte  quien la solía apodar La Gauchita, y su carrera alcanzó su cenit. Según medios sus piernas llegaron a valer 300.000 pesos. Fue duramente perseguida durante la Revolución Libertadora solo por ser amante de Juan Duarte junto con la actriz Fanny Navarro y la vedette Maruja Montes

## Fallecimiento
El 13 de noviembre de 1986 la actriz fue internada de urgencia debido a complicaciones en su salud. Falleció a los 64 años el 2 de enero de 1987 en Buenos Aires tras padecer serios problemas cardíacos y olvidada por el medio artístico. Sus restos descasan en el panteón de la Asociación Argentina de Actores del Cementerio de la Chacarita.
En la portada del diario Clarín de Buenos Aires, Argentina del 3 de enero de 1987, se informa su fallecimiento, el cual debe haber ocurrido en el día anterior seguramente

## Filmografía
- Donde duermen dos... duermen tres (1979)
- La familia hippie (1971)
- Bicho raro (1965)
- La familia Falcón (1963)
- Culpable (1960)
- Mujeres casadas (1954)
- El conde de Montecristo (1953)
- El gaucho y el diablo (1952)
- Mi divina pobreza (1951)
- Escándalo nocturno (1951)
- El complejo de Felipe (1951)
- Una viuda casi alegre (1950)
- Juan Mondiola (1950)
- El seductor (1950)
- El hombre de las sorpresas (1949)
- Juan Globo (1949)
- Se llamaba Carlos Gardel (1949)
- Romance sin palabras (1948)
- Los secretos del buzón (1948)
- Soy un infeliz (1946)
- Besos perdidos (1945)
- Nuestra Natacha (1944)
- Llegó la niña Ramona (1943)
- Stella (1943)
- Son cartas de amor (1943)
- Pasión imposible (1943)
- Cuando la primavera se equivoca (1942)
- La novia de primavera (1942)
- Claro de luna (1942)
- Tú eres la paz (1942)

## Televisión
- Los domingos de Pacheco (1983), en el episodio Mi suegra esta loca... loca...loca, junto a Osvaldo Pacheco, Menchu Quesada, Javier Portales, Nelly Panizza y Mariquita Gallegos.
- Señor amor (1983)
- Gaspar de la noche (1982)
- La comedia del domingo (1971)
- La familia Falcón (1962)[5]
- Siempre una mujer (1960), emitido por Canal 9.

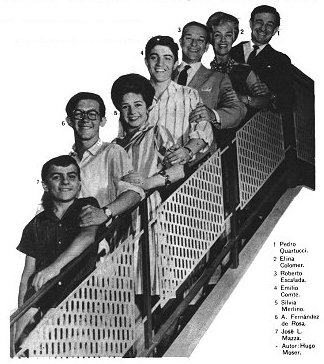
Pedro Quartucci, Elina Colomer, Roberto Escalada, Emilio Comte, Silvia Merlino, Alberto Fernández de Rosa y José Luis Mazza en "La Familia Falcón" (1962).

- Historias detrás de la ventana (1959)

## Teatro
- La Voz de la Tórtola.
- Acelgas con champagne (1970)
- El llorón (1968), en el Teatro Empire.
- Intimidad conyugal (1967)
- ¿Quién llamó a Chiky? (1965)
- Vivir es formidable (1965), dirigida por Alberto Vega, con Ángel Magaña y Alfonso Paso. Estrenada en el Teatro Alvear.
- Ejercicio para cinco dedos (1961)
- Mi esposo tuvo una nena (1960), junto a Ricardo Lavié.
- Inquisición (1959), en el Teatro Odeón, junto a Ubaldo Martínez.
- Corona de amor y muerte (Doña Inés de Portugal), (1955)
- Sueño de una noche de estudiantes (1954), junto a Jorge Lanza.
- La tercera palabra (1954) de Alejandro Casona, en el Teatro Odeón, junto a José Cibrián.
- La dulce enemiga (1950), en el Teatro Smart.
- El tendero de Santo Domingo (1949) de Sixto Pondal Ríos
- La rosa azul (1947), de Eduardo Borrás, en el Teatro Empire.